# ディディ・コン
ディディ・コン（Didi Conn、1951年7月13日 -）は、アメリカ合衆国の女優。

## 概要
子役時代から活動し、19歳の時にアメリカン・ミュージカル・アンド・ドラマティック・アカデミーに入学。
1977年の映画「マイ・ソング」の主役に抜擢された。
1982年、作曲家のデヴィッド・シャイアと再婚した。

## 出演作品

### 映画
- 「マイ・ソング」1977年 ローリー役
- 「アンとアンディーの大冒険」1978年 ラガディ・アン役（声）
- 「グリース」1978年 フレンチー役
- 「グリース2」1982年 同上
- 「きかんしゃトーマス 魔法の線路」2000年 ステイシー役

### テレビドラマ
- 「ミスター・ベンソン（英語版）」シーズン3・4・5 デニス役